# 短旋巴蜗牛
短旋巴蜗牛（学名：Bradybaena brevispira）为巴蜗牛科巴蜗牛属的动物，是中国的特有物种。分布于四川、云南、贵州、湖北、长江流域一带等地，生活环境为陆地，常栖息于山区谷地、丘陵山坡潮湿的灌木草丛中以及落叶石块下及农田、公园草丛。